# 藤本淨孝
藤本 淨孝（ふじもと きよたか、1974年6月13日 - ）は、日本の政治家、僧侶。山口県大島郡周防大島町長（1期）。

## 来歴
実家は周防大島町内の東屋代にある西蓮寺（現住職は藤本淨彦）。大正大学大学院修了。
輸入車販売会社勤務、大正大学副手を経て、2009年から西蓮寺の副住職を務める。2016年に周防大島町議会議員に初当選した。2020年6月30日に町長選立候補の意向を正式表明し、同年9月に議員を辞職した。
2020年10月20日告示の周防大島町長選で、自民、公明両党の推薦と前職の椎木巧町長や柳居俊学山口県議会議長（同じ浄土宗の僧侶）の支援を受け無所属で出馬し、無投票で初当選を果たした。46歳で3代目の周防大島町長となり、2020年11月16日に町役場に初登庁した。